# Haworthiopsis attenuata var. glabrata
Hawortthiopsis attenuata var. glabrata, coneguda abans com Haworthia glabrata, és una varietat de Haworthiopsis attenuata i està dins del gènere Haworthiopsis.

## Descripció
Hawortthiopsis attenuata var. glabrata és una petita suculenta que forma rosetes de fulles carnoses i estretes. Les rosetes creixen fins a 10 cm de diàmetre i fins a 12,5 cm d'alçada. Les fulles són de color verd fosc o verd marronós si es cultiven a la llum directa del Sol. Estan cobertes de tubercles del mateix color que les fulles. Les flors són tubulars, blanques amb venes verdes, i apareixen em inflorescències de fins a 40 cm d'alçada, generalment de primavera a tardor.

## Distribució
Tot i que aquesta varietat se la coneix en cultiu des de fa molt de temps, mai es va conèixer de cap població en estat salvatge fins que Bayer (1999) va vincular aquest tàxon amb l'interessant material recollit per Peter Bruyns del riu Bashee a la província sud-africana del Cap Oriental.

## Taxonomia
Haworthiopsis attenuata var. glabrata va ser descrita per (Salm-Dyck) G.D.Rowley i publicada a Alsterworthia Int. 15(Apol.): 2, a l'any 2015.
Etimologia
L'epítet varietal glabrata deriva del llatí "glaber", que significa "sense pèl o llis" i possiblement es refereix a la primera impressió visual de les superfícies de les fulles.
Sinonímia
- Aloe glabrata (Basiònim/Sinònim reemplaçat)
- Haworthia glabrata
- Catevala glabrata
- Haworthia attenuata var. glabrata[5]